# Sankhuwasabha (distrito)
Sankhuwasabha é um distrito da zona de Kosi, no Nepal.